# Conveni col·lectiu
Un conveni col·lectiu o convenció col·lectiva és, segons la definició de l'Organització Internacional del Treball, un acord escrit relatiu a condicions de treball i d'ocupació, formalitzat entre un empresari, un grup d'empresaris o una o més organitzacions d'empresaris, per una part, i, per l'altra, una o més organitzacions representatives de treballadors o, en absència d'aquestes organitzacions, representants dels treballadors interessats, degudament escollits i autoritzats per aquests, d'acord amb la legislació nacional, que han de seguir els delegats de personal i membres del comité de l'empresa.

## La regulació del conveni col·lectiu a Espanya
Amb caràcter general la seva primera regulació parcial correspon a la Ley de Descanso Dominical de 1904 i la regulació completa a la Ley de Contrato de Trabajo de 1931.

### Tipus de convenis col·lectius
Existeixen diferents tipus de convenis col·lectius perquè la negociació col·lectiva és multiforme i té diferents manifestacions. Diverses classificacions són possibles en funció del criteri que es faci servir.

#### Segons la seva eficàcia
- Eficàcia general: afecta a tots els empresaris i treballadors dins del seu àmbit d'aplicació.
- Eficàcia limitada: negociats entre un sindicat minoritari amb una organització empresarial. Aquests convenis només s'apliquen a aquells afiliats al sindicat que ha pactat el conveni.

#### Segons l'àmbit territorial d'aplicació
- Àmbit d'empresa o inferior al d'empresa.
- Àmbit supraempresarial: poden ser locals, comarcals, provincials, autonòmics o estatals.

#### Segons el seu contingut o configuració
- Ordinaris: regulen les condicions de treball de determinats col·lectius de l'activitat productiva.
- Acords interprofessionals o acords marc: acords que estableixen l'estructura de la negociació col·lectiva així com les regles que han de resoldre els conflictes de concurrència entre convenis de diferent àmbit.
- Acords d'empresa: són pactes als quals arriben l'empresari i els representants dels treballadors (unitaris o sindicals) dins l'empresa.

### Subjectes legitimats per a negociar
L'article 87 de l'Estatut dels Treballadors estableix quins són els subjectes legitimats per a negociar un determinat conveni col·lectiu en funció de l'àmbit d'aplicació d'aquest.
En el cas dels convenis d'empresa o d'àmbit inferior estan legitimats per a negociar per part dels treballadors: 
- el comitè d'empresa;
- els delegats de personal;
- i la representació sindical.

Per la seva banda, l'empresari pot negociar ell mateix o bé delegar en altres persones.
Quant als convenis col·lectius d'àmbit superior a l'empresa tenen legitimació per a negociar:
- els sindicats que tinguin la consideració de més representatius a nivell estatal (actualment només la UGT i CCOO);
- els sindicats que tinguin la consideració de més representatius a nivell de Comunitat Autònoma respecte dels convenis que no transcendeixin d'aquest àmbit territorial;
- els sindicats que comptin amb un mínim del 10% dels membres de comitès d'empresa o delegats de personal en l'àmbit geogràfic i funcional al qual es refereixi el conveni;
- les associacions empresarials que comptin amb un 10% dels empresaris en l'àmbit geogràfic i funcional al qual es refereixi el conveni, sempre que donin feina a un percentatge igual o superior de treballadors de l'esmentat àmbit.

### El procediment de negociació i el control de la legalitat del conveni
Els subjectes legitimats, normalment la part treballadora, envien una sol·licitud escrita per a iniciar les negociacions a l'altra part legitimada. D'aquesta comunicació en serà enviada una còpia a l'autoritat laboral corresponent en funció de l'àmbit territorial del conveni.
L'altra part, en principi, haurà de respondre afirmativament, ja que està obligada a negociar. Només podrà negar-se a l'inici de converses per causa legal o convencionalment establerta, o quan no es tracti de revisar un conveni ja vençut, havent de contestar en qualsevol cas per escrit i motivadament.
Ambdues parts estan obligades a negociar sota el principi de bona fe.
Els convenis col·lectius, un cop signats, han de ser presentats davant l'autoritat laboral competent perquè siguin registrats dins el termini de quinze dies a comptar des de la data de la signatura. Un cop registrat, el conveni serà remès a l'òrgan públic de mediació, arbitratge i conciliació competent per al seu dipòsit. Acomplertes aquestes formalitats, el conveni serà publicat en el BOE, o en funció de l'àmbit territorial d'aquest, en el butlletí oficial de la comunitat autònoma o província corresponent.
Si l'autoritat laboral estimés que algun conveni és contrari a la legalitat vigent o lesiona greument l'interès de tercers es dirigirà d'ofici a la jurisdicció competent. L'autoritat laboral fa un control formal del conveni, corresponent als tribunals el control material.

### Durada del conveni
Al mateix conveni s'ha d'establir el seu àmbit temporal. Les parts negociadores poden fixar la durada que creguin més oportuna. Un cop finalitzat el termini, qualsevol dels subjectes legitimats pot denunciar aquesta finalització del conveni col·lectiu i sol·licitar a l'altra part una nova negociació. Cal que alguna de les parts denunciï expressament el conveni, ja que en cas de no fer-se el conveni es prorrogaria un altre any.

### L'ampliació de l'àmbit d'aplicació del conveni: adhesió i extensió
L'adhesió és una forma abreujada negociació col·lectiva; les parts, en lloc de negociar article per article, poden adherir-se a la totalitat d'un conveni col·lectiu ja en vigor, sempre que no estiguessin afectades per un altre, comunicant-ho a l'autoritat laboral competent a efectes de registre.
El règim de l'extensió és força diferent al de l'adhesió, deixant-s'hi menys espai per a l'autonomia de la voluntat de les parts. En aquest cas, la decisió d'estendre les disposicions d'un conveni col·lectiu en vigor a una pluralitat d'empreses i treballadors o a un sector o sub-sector d'activitat correspon al Ministeri de Treball i Assumptes Socials o a l'òrgan corresponent de les Comunitats Autònomes amb competència en la matèria. Ara bé, aquesta decisió no es podrà prendre si no hi ha una petició d'extensió per part d'algun sindicat o organització empresarial. L'extensió es dona quan hi ha un perjudici per a treballadors i/o empreses d'un àmbit a conseqüència de la impossibilitat per a subscriure un conveni en no haver-hi parts legitimades per a fer-ho.